# RTHK
Radio Televisión de Hong Kong (RTHK, en chino, 香港電台) es el canal público de radiodifusión de Hong Kong. La GOW, predecesora de RTHK, se estableció en 1928 como primer servicio de radiodifusión en Hong Kong. Como departamento gubernamental dependiente de la Oficina de Comercio y Desarrollo Económico del Gobierno de Hong Kong que cuenta directamente con financiación gubernamental anual, los programas educativos, de entretenimiento y de asuntos públicos de RTHK se transmiten en ocho canales de radio y cinco canales de televisión, así como en sus canales de televisión comercial.

## Historia

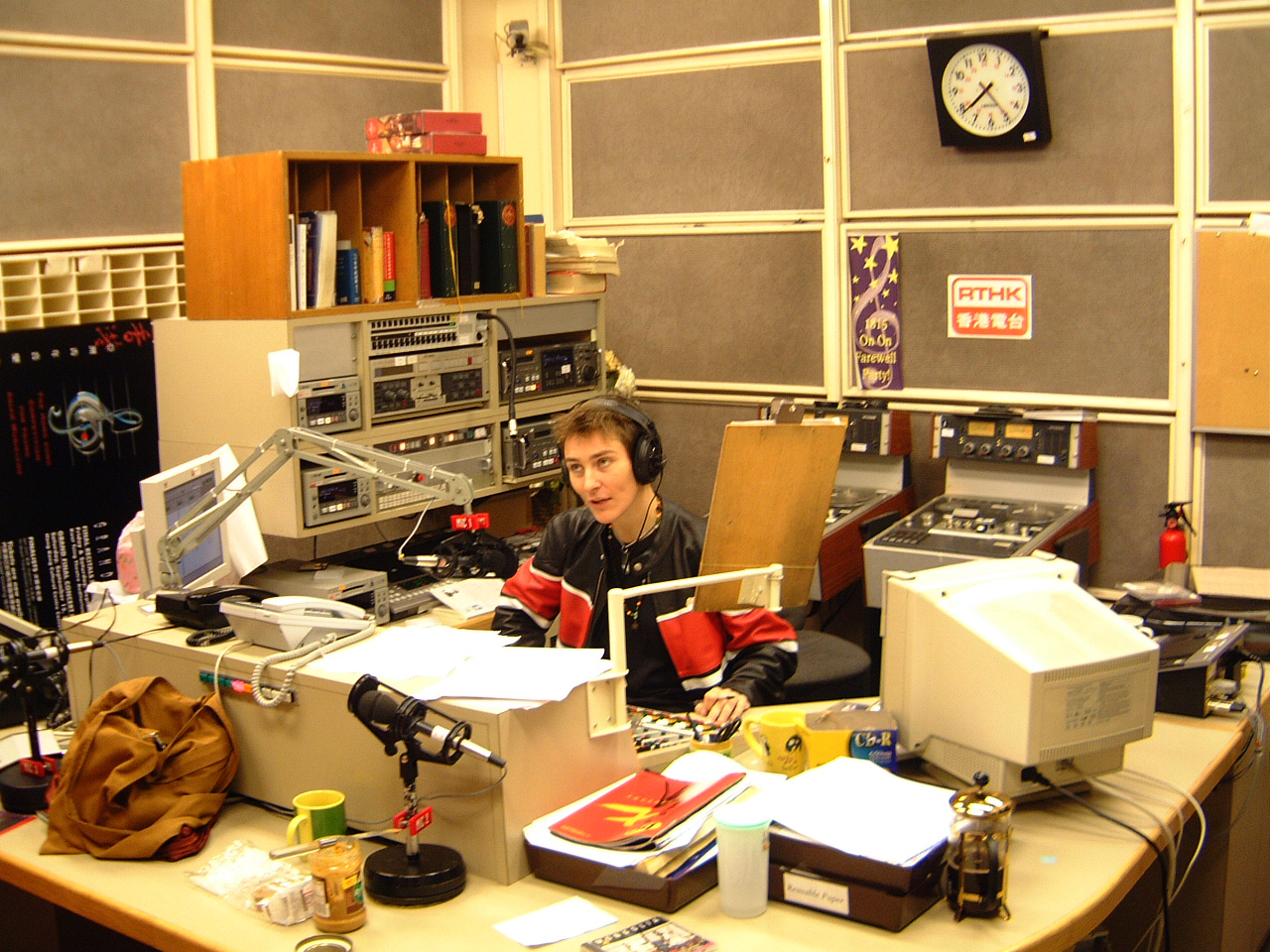
Emma's Classical Music RAdio Show, programa en directo de la RTHK

El gobierno del  Hong Kong británico  inauguró su primera estación de radiodifusión, conocida como "GOW", el 20 de junio de 1928,  con una plantilla inicial de sólo seis personas. Se produjeron varios cambios de nombre durante los años siguientes y finalmente pasó a ser conocida como "Radio Hong Kong" (RHK) (香港廣播電台) en 1948.
En 1976, el nombre de la estación se cambió al actual "Radio Televisión Hong Kong" (RTHK) para reflejar su nueva participación en la producción de programas de televisión. Ese mismo año, comenzó a producir programas de televisión educativos para escuelas después de absorber la Unidad de Televisión Educativa, anteriormente independiente.

## Premios
La RTHK ha recibido premios por sus informes sobre las protestas de Hong Kong de 2019, como en el 50.º Festival Internacional de Cine y Vídeo de EE. UU., los Premios de Cine y Televisión de Nueva York 2020 y los 24.º Premios de Prensa de Derechos Humanos.
RTHK también ganó un premio por un episodio de Hong Kong Connection sobre el ataque de Yuen Long de 2019, pero rechazó el premio y dijo que no aceptaría ningún premio durante el "período de transición" bajo su nuevo director.
Actuando como la principal estación de radio del país, creó su propia ceremonia en 1978 denominada RTHK International Pop Awards para rendir homenaje a los mayores éxitos nacionales e internacionales que aparecen en su programación.

## Citas
1. ↑  Man, 1998, p. 12.
2. 1 2  «經典重溫頻道 Classics Channel --- 細說歷史 History». RTHK. Archivado desde el original el 3 de marzo de 2016. Consultado el 6 de junio de 2016.
3. ↑  Ng, Kang-chung (6 de noviembre de 2018). «Exhibition on Hong Kong public service broadcasting at Heritage Museum in Sha Tin tells story of RTHK». South China Morning Post. Archivado desde el original el 28 de marzo de 2019. Consultado el 28 de marzo de 2019.
4. ↑  «經典重溫頻道 Classics Channel – 細說歷史 History». Archivado desde el original el 1 de octubre de 2018. Consultado el 6 de agosto de 2019.
5. ↑  Aitken, Ian (22 de noviembre de 2016). The British Official Film in South-East Asia: Malaya/Malaysia, Singapore and Hong Kong. ISBN 9781137493446. Archivado desde el original el 23 de junio de 2021. Consultado el 13 de noviembre de 2019.
6. ↑  «24th Human Rights Press Awards (2020) Winners». Human Rights Press Awards. 4 de mayo de 2020. Archivado desde el original el 13 de mayo de 2021. Consultado el 13 de diciembre de 2020.
7. ↑  «2020 Winners Gallery». New York TV and Film Awards. Archivado desde el original el 23 de junio de 2021. Consultado el 13 de diciembre de 2020.
8. ↑  «US International Film & Video Festival Award Winners». 50th US International Film & Video Festival Festival. Consultado el 13 de diciembre de 2020.
9. ↑  Candice Chau (21 de abril de 2021). «Hong Kong broadcaster RTHK rejects media award for TV doc about police handling of mob attack». Hong Kong Free Press (en inglés británico). Archivado desde el original el 23 de junio de 2021. Consultado el 21 de abril de 2021.
10. ↑  RTHK Staff (26 de abril de 2010). «'RTHK International Pop Poll' Award Presentation Reveals the Top Ten Foreign Music Awards» (en inglés). Radio Television Hong Kong.